# Juan de Lebu
Juan de Lebu fue un cacique o Ulmen mapuche de la etnia moluche de la región de Lebu, Chile, durante la Guerra de Arauco. Capturado por los españoles en algún momento antes de 1568. Fue enviado a Perú donde los españoles lo habrían bautizado con el nombre de Juan. Regresó en 1568, con el nuevo gobernador de Melchor Bravo de Saravia. Cuando tuvo la oportunidad se escapó y regresó con su pueblo para ayudarles en la guerra contra el Imperio español. Debido a que se había familiarizado con las tácticas europeas (igual que el mismo Lautaro años antes), se convirtió rápidamente en uno de los mejores colaboradores de Paineñamcu (Alonso Díaz) quien en ese momento dirigía la guerra.
Durante la primera campaña del gobernador Rodrigo de Quiroga en 1578, hubo una incursión que intentó incendiar el campamento de invierno español en Arauco. Juan de Lebu y de otros siete lonkos fueron capturados en una operación de represalia contra los autores por Rodrigo de Quiroga sobrino del gobernador español homónimo. Para castigarlos como ejemplo los siete lonkos fueron colgados de los árboles, mientras que Juan de Lebu sufrió el mismo castigo que Caupolicán o sea el empalamiento.